# Lambert-Herbert Light Car
The Lambert-Herbert Light Car Co. Ltd. war ein britischer Automobilhersteller, der nur 1914 in London ansässig war.
Der Lambert-Herbert war ein Leichtfahrzeug mit Vierzylinder-Reihenmotor, der eine Leistung von 8 bhp (5,9 kW) entwickelte.

## Quelle
- David Culshaw, Peter Horrobin: The Complete Catalogue of British Cars. 1895–1975. New edition. Veloce Publishing plc., Dorchester 1997, ISBN 1-874105-93-6.